# Anlæg (konstruktion)
 For alternative betydninger, se Anlæg. (Se også artikler, som begynder med Anlæg)
Et anlæg betegner i byggesammenhænge en stedfast konstruktion, som ikke er en bygning. Mens en bygning er en lukket konstruktion med en klimaskærm (dvs. vægge, tag, døre og vinduer), der er beregnet til, at mennesker opholder sig i dem mere varigt, er et anlæg typisk en åben struktur. Der er i Danmark tradition for at opfatte bygninger og anlæg som to forskellige, omend beslægtede fænomener, f.eks. i udtryk som bygge- og anlægsvirksomhed.
Vigtige eksempler på anlæg er veje, broer, tunneller, dæmninger, havne og lufthavne, rørledninger, kommunikations- og elværker.
I Danmark udgjorde værdien af de eksisterende anlæg som opgjort af Danmarks Statistik ca. 983 mia. kr. i 2023, svarende til omkring 12 % af værdien af alle faste aktiver i landet.

## Byggeteknisk definition
En definition, som anvendes i byggetekniske kredse, er, at et anlæg er en stedfast konstruktion eller teknisk system, som ikke er en bygning. Der skelnes altså mellem bygninger og anlæg. Begrebet "bygværk" er en fællesbetegnelse, som omfatter både bygninger og anlæg.

## Samfundsøkonomisk statistik
I nationalregnskabet anvendt af Danmarks Statistik og tilsvarende statistikkontorer internationalt sondres ligeledes imellem bygninger og anlæg, hvor bygninger igen underinddeles i "boliger" og "andre bygninger". Det fremgår af den europæiske nationalregnskabskonvention "European System of Accounts (ESA 2010)", der indenfor klassificeringen af faste aktiver opererer med blandt andet de tre underkategorier "Boliger" (engelsk: Dwellings, klassifikationsnummer AN.111), "Andre bygninger (engelsk: Buildings other than dwellings, AN.1121) og "Anlæg" (engelsk: Other structures, AN.1122). Hovedskillelinjen er, at såvel boliger som andre bygninger er lukkede konstruktioner med en klimaskærm (vægge og tag mv.), der er beregnet til at huse mennesker og deres aktiviteter. I modsætning hertil er anlæg typisk åbne strukturer eller infrastruktur, der understøtter samfundsfunktioner uden at være designet til at huse mennesker og disses aktiviteter.

### Værdien af anlæg i Danmark
Ved udgangen af 2023 udgjorde værdien af alle anlæg i Danmark ifølge Danmarks Statistik 983 mia. kr. Det svarede til 15 % af værdien af alle bygværker (dvs. summen af boliger, andre bygninger og anlæg) og 12 % af værdien af samtlige faste aktiver i Danmark (som også inkluderede værdien af transportmidler, maskiner, IT-udstyr, stambesætninger og intellektuelle rettigheder).